# Liste von Burgen, Schlössern und Festungen im Département Lozère
Die Liste von Burgen, Schlössern und Festungen im Département Lozère listet bestehende und abgegangene Anlagen im Département Lozère auf. Das Département zählt zur Region Okzitanien in Frankreich.

Wappen des Départements Lozère (48)
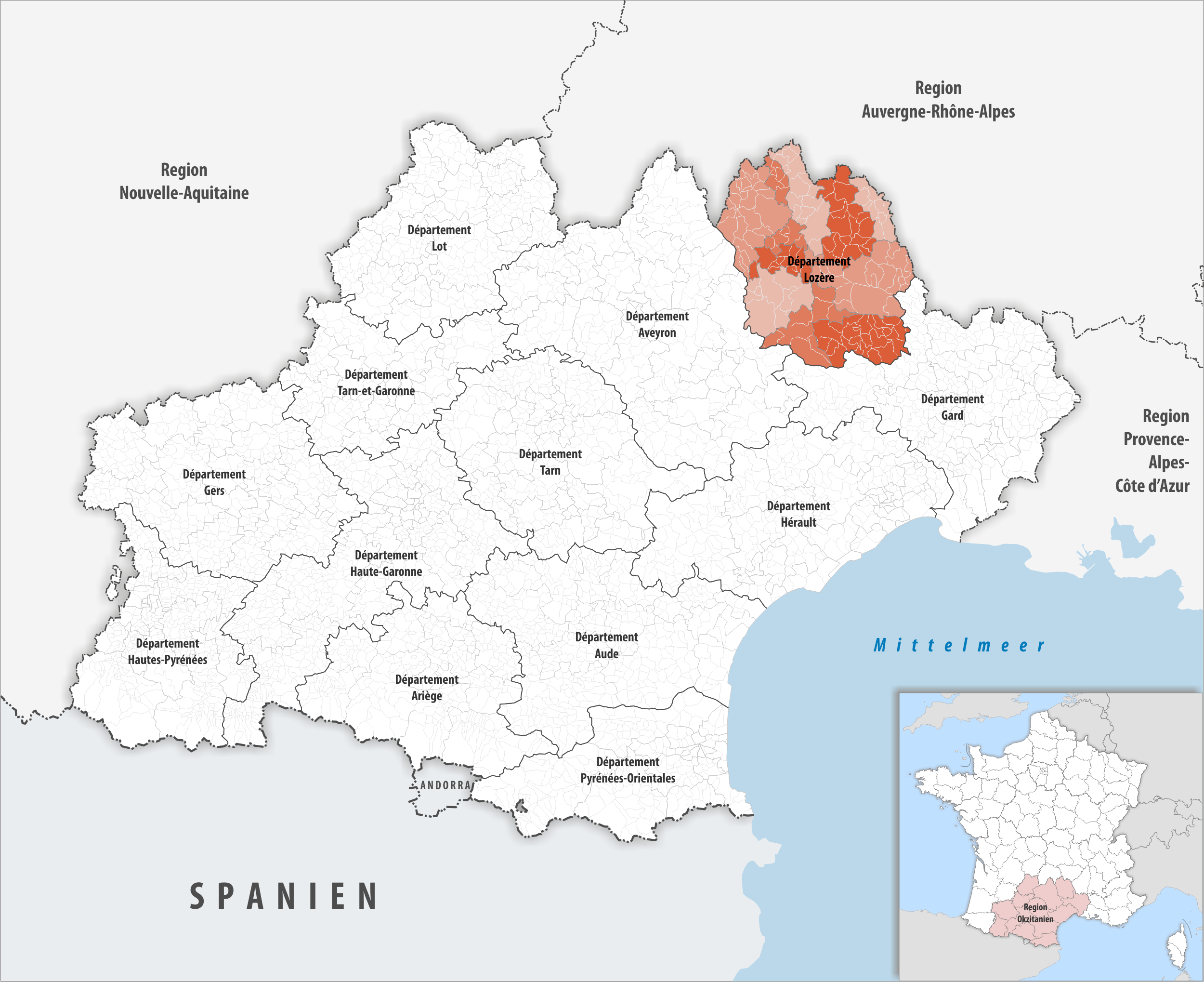
Lage des Départements Lozère in der Region Okzitanien
Lage der Region Okzitanien in Frankreich

## Liste
Bestand am 20. Dezember 2022: 60
| Name deu / fra                                              | Gemeinde / Lage                               | Typ (Untertyp)       | Bemerkungen | Bild |
| ----------------------------------------------------------- | --------------------------------------------- | -------------------- | --- | ---- |
| Burg Apcher Château d'Apcher                                | Prunières 44,816715° N, 3,32208° O            | Burg                 | Hauptsächlich noch der Donjon erhalten                                                                            |      |
| Schloss Arigès Château d'Arigès                             | Bédouès-Cocurès 44,342745° N, 3,59264° O      | Schloss              | |      |
| Schloss Ayres Château d'Ayres                               | Meyrueis 44,18274° N, 3,439883° O             | Schloss              | Heute ein Hotel                                                                                                   |      |
| Schloss Barres Château de Barres                            | Langogne                                      | Schloss              | Heute ein Hotel-Restaurant                                                                                        |      |
| Schloss La Baume Château de la Baume                        | Prinsuéjols                                   | Schloss              | |      |
| Burg Blanquefort Château de Blanquefort                     | Les Vignes                                    | Burg                 | Ruine |      |
| Schloss Le Bois du Mont Château du Bois du Mont             | Peyre en Aubrac                               | Schloss              | |      |
| Schloss Le Boy Château du Boy                               | Lanuéjols                                     | Schloss              | Heute ein postalkoholisches Heilzentrum                                                                           |      |
| Burg Calberte Château de Calberte                           | Saint-Germain-de-Calberte                     | Burg                 | |      |
| Schloss Cambiaire Château de Cambiaire                      | Saint-Étienne-Vallée-Française                | Schloss              | |      |
| Burg Canilhac Château de Canilhac                           | Canilhac                                      | Burg                 | Ruine |      |
| Burg Castanet Château de Castanet                           | Pourcharesses                                 | Burg                 | |      |
| Burg Castelbouc Château de Castelbouc                       | Sainte-Enimie 44,339983° N, 3,464298° O       | Burg                 | Ruine |      |
| Schloss La Caze Château de La Caze                          | Laval-du-Tarn                                 | Schloss              | Heute ein Hotel                                                                                                   |      |
| Burg Le Champ Château du Champ                              | Altier 44,470676° N, 3,850932° O              | Burg                 | |      |
| Burg Chanac Château de Chanac                               | Chanac                                        | Burg                 | Ruine |      |
| Burg Chapieu Château de Chapieu                             | Lanuéjols                                     | Burg                 | Ruine |      |
| Burg Charbonnières Château de Charbonnières                 | Gorges du Tarn Causses                        | Burg                 | Im Ortsteil Montbrun                                                                                              |      |
| Burg Le Choizal Château du Choizal                          | Balsièges                                     | Burg                 | |      |
| Schloss Combettes Château de Combettes                      | Estables 44,6957° N, 3,4849° O                | Schloss              | |      |
| Schloss Combettes Château de Combettes                      | Lachamp-Ribennes 44,656908° N, 3,367035° O    | Schloss              | |      |
| Schloss Condres Château de Condres                          | Saint-Bonnet-de-Montauroux                    | Schloss              | |      |
| Schloss Cougoussac Château de Cougoussac                    | Gabrias                                       | Schloss              | |      |
| Schloss Florac Château de Florac                            | Florac                                        | Schloss              | Sitz des Cevennen-Nationalparks                                                                                   |      |
| Schloss Le Fort Château du Fort                             | Chambon-le-Château                            | Schloss              | |      |
| Schloss Fournels Château de Fournels                        | Fournels                                      | Schloss              | |      |
| Burg La Garde Château de la Garde                           | Albaret-Sainte-Marie                          | Burg                 | Ruine |      |
| Burg La Garde-Guérin Château de La Garde-Guérin             | Prévenchères                                  | Burg                 | Ruine |      |
| Schloss Gralhon Château de Gralhon                          | Florac                                        | Schloss              | |      |
| Burg Grandlac Château de Grandlac                           | Laval-du-Tarn                                 | Burg                 | |      |
| Schloss La Grange Château de la Grange                      | Servières                                     | Schloss              | |      |
| Burg Grizac Château de Grizac                               | Le Pont-de-Montvert                           | Burg                 | |      |
| Burg Hauterives Château d'Hauterives                        | Sainte-Enimie                                 | Burg                 | Ruine |      |
| Burg Issenges Château d'Issenges                            | Bédouès-Cocurès                               | Burg                 | |      |
| Burg Luc Château de Luc                                     | Luc                                           | Burg                 | Ruine |      |
| Burg Merlet Castel Merlet                                   | La Malène                                     | Burg                 | Grundmauern aus dem 6. Jahrhundert gefunden, zählt zu den ältesten Burgen Frankreichs                             |      |
| Burg Miral Château de Miral                                 | Bédouès-Cocurès                               | Burg                 | |      |
| Herrenhaus Montesquiou Manoir de Montesquiou                | La Malène                                     | Schloss (Herrenhaus) | |      |
| Burg Montferrand Château de Montferrand                     | Banassac                                      | Burg                 | Ruine |      |
| Burg Montialoux Château de Montialoux                       | Saint-Bauzile                                 | Burg                 | Ruine |      |
| Burg Montjézieu Château de Montjézieu                       | La Canourgue                                  | Burg                 | |      |
| Burg Montmirat Château de Montmirat                         | Saint-Étienne-du-Valdonnez                    | Burg                 | Abgegangen |      |
| Abteiburg Naussac Château abbatial de Naussac               | Naussac 44,729° N, 3,8382° O                  | Burg (Abteiburg)     | Abgegangen |      |
| Schloss Orfeuillette Château d'Orfeuillette                 | Albaret-Sainte-Marie                          | Schloss              | |      |
| Schloss Planchamp Château de Planchamp                      | Pied-de-Borne                                 | Schloss              | |      |
| Burg Prades Château de Prades                               | Sainte-Enimie                                 | Burg                 | |      |
| Schloss Ressouches Château de Ressouches                    | Chanac                                        | Schloss              | |      |
| Burg Rocheblave Château de Rocheblave                       | Ispagnac                                      | Burg                 | |      |
| Burg Roquedols Château de Roquedols                         | Meyrueis                                      | Burg                 | Heute ein Informationszentrum für den Cevennen-Nationalpark                                                       |      |
| Burg Le Roure Château du Roure                              | Prévenchères                                  | Burg                 | |      |
| Schloss Saint-Alban Château de Saint-Alban                  | Saint-Alban-sur-Limagnole                     | Schloss              | Heute eine psychiatrische Klinik; beherbergt auch das Tourismusbüro und einen Teil der Sammlung des Mende-Museums |      |
| Burg Saint-Julien-d’Arpaon Château de Saint-Julien-d'Arpaon | Saint-Julien-d’Arpaon                         | Burg                 | Ruine |      |
| Schloss Saint-Lambert Château de Saint-Lambert              | Marvejols                                     | Schloss              | |      |
| Schloss Saint-Saturnin Château de Saint-Saturnin            | Saint-Saturnin                                | Schloss              | |      |
| Schloss Salgas Château de Salgas                            | Vebron                                        | Schloss              | |      |
| Schloss Les Sallèles Château des Sallèles                   | Banassac                                      | Schloss              | Heute ein Hotel-Restaurant                                                                                        |      |
| Schloss Le Solier Château du Solier                         | Saint-Hilaire-de-Lavit 44,2538° N, 3,84061° O | Schloss              | |      |
| Burg Le Tournel Château du Tournel                          | Saint-Julien-du-Tournel                       | Burg                 | Ruine |      |
| Schloss La Vigerie Château de la Vigerie                    | Langogne                                      | Schloss              | |      |
| Burg Villaret Château de Villaret                           | Allenc                                        | Burg                 | Ruine |      |